# تشارلز إستين
تشارلز إستين (بالفرنسية: Charles Estienne)‏ هو لغوي وطبيب ومترجم فرنسي، ولد في 1504 في باريس في فرنسا، وتوفي بنفس المكان في 1564.